# جاك ماي
جاك ماي (بالإستونية: Jaak Mae)‏ هو متزحلق إستوني، ولد في 25 فبراير 1972 في Järva-Jaani Parish ‏ في إستونيا.

## وصلات خارجية
- جاك ماي على موقع الاتحاد الدولي للتزلج (التزلج الريفي) (الإنجليزية)
- جاك ماي على موقع أوليمبيديا (الإنجليزية)